# أدمة خارجية
الأدمة الخارحية أو أدمة تحتيّة هو حاجز له دور في وظيفة الجذر والحماية. هي غشاء ذو نفاذية متغيرة مسؤولة عن التدفق الشعاعي للماء والأيونات والعناصر الغذائية. إنها الطبقة الخارجية لقشرة النبات. تؤدي الأدمة الخارجية وظيفة مزدوجة لأنها يمكن أن تحمي الجذر من غزو الممراضات الأجنبية وتضمن أن النبات لا يفقد الكثير من الماء من خلال الانتشار عبر نظام الجذر ويمكنه تجديد مخازنه بشكل صحيح بمعدل مناسب. 